# Södermanlands runinskrifter 126
Runinskrift Sö 126, eller Fagerlötblocket, är ett runblock vid torpet Fagerlöts ödetomt i Hamra skog i Bogsta socken och Nyköpings kommun, Rönö härad i Södermanland.

## Blocket
Runblocket som kan liknas vid en runhäll är belägen långt inne i skogen och mycket svår att hitta. Den ligger i närheten av torpet Fagerlöts husgrund, intill står ett övergivet uthus (1984) och ristningen finns cirka 300 meter nordost om den gamla byggnaden. Runristningen är placerad på en lodrät yta, på en stenbumling som ligger i yttersta änden av en låg bergås och strax intill går en äldre hålväg, ca 30 m lång, intill 2 m bred och intill 0.3 m djup, som nyttjas idag som gångstig. 
Motivet har en liggande form varmed runraderna närmast blir horisontella. Ornamentiken som går i Ringerikestil består av två runormar som innesluter ett kristet kors. Ormarna är låsta på ömse sidor om korset. Den från runor översatta inskriften följer nedan: 

## Inskriften
Translitterering av runraden:
hu(l)(m)(f)riþ · ilin--r · [þ]aʀ · litu · hakua · stain · eftiʀ eskil · faþur · sin · han · trauh · orustu · i · austru[i]hi aþaa · fulks·krimʀ · fala · orþi
Normalisering till runsvenska:
Holmfriðr, ilin--r, þaʀ letu haggva stæin æftiʀ Æskel, faður sinn. Hann draug orrustu i austrvegi, aðan folksgrimʀ falla orði.
Översättning till nusvenska:
Holmfrid, Hidinfrid, de läto hugga stenen efter Äskil, sin fader. Han drog i strid i Österväg, tills hövdingen falla måste.
Ristaren menar, att Äskil gick i strid i öster och kämpade där tills krigshövdingen (dvs Äskil själv) slutligen fick falla.